# Pedro Carmona

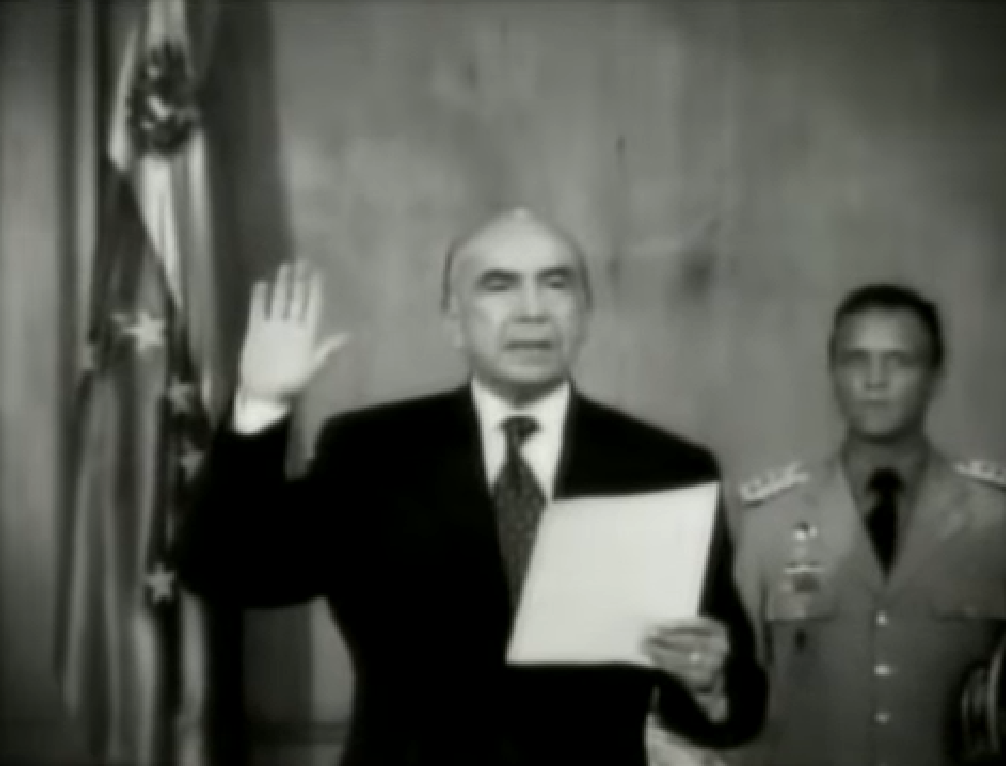
Pedro Carmona (2002)

Pedro Francisco Carmona Estanga (* 6. Juli 1941 in Barquisimeto) ist ein venezolanischer Industrieller und Präsident der Fedecámaras (der venezolanischen Industrie- und Handelskammer), der im April 2002 maßgeblich am Putschversuch gegen Hugo Chávez beteiligt war und im Rahmen dessen am 12. April als Übergangspräsident eingesetzt wurde.
Am 12. April wurde ein Erlass veröffentlicht, in dem
- Pedro Carmona zum Präsidenten ernannt wurde (Art. I)
- Das Land wieder den Namen „República de Venezuela“ bekommt (Art. II)
- Das Parlament aufgelöst wurde (Art. III)
- Präsidentschaftswahlen innerhalb eines Jahres angeordnet werden (Art. VI)
- Der Präsident und sein Kabinett Übergangspersonen für Beamte auf nationalen, regionalen und lokalen Ebenen einsetzen kann (Art. VII)
- Öffentliche Ämter und Mitglieder derselben „reorganisiert“ werden können (Art. VIII). Davon betroffen waren der Präsident und die Richter des Obersten Gerichtshofes, der Generalstaatsanwalt, der Volksanwalt und die Mitglieder der nationalen Wahlbehörde.
- 49 Gesetze, die der Regierung größere Kontrolle über die Wirtschaft gaben, zurückgenommen werden (Art. IX)

Unter dem Druck der Öffentlichkeit und Teilen des Militärs trat Carmona nach 36 Stunden zurück, und Chávez wurde wieder ins Amt eingesetzt.
Nach dem Scheitern der Machtübernahme wurde Carmona unter Hausarrest gestellt und der Rebellion und Übernahme der Präsidentschaft angeklagt. Als er in ein anderes Gefängnis transferiert werden sollte, floh Carmona in die Kolumbianische Botschaft, wo er politisches Asyl beantragte.
Am 27. Mai 2002 gab ihm die kolumbianische Regierung von Präsident Andrés Pastrana Arango Asyl. Die venezolanische Regierung wies dies zurück, akzeptierte es aber gleichzeitig als rechtlich gültig. Carmona durfte die Botschaft verlassen und erreichte Bogotá mit einem kolumbianischen Militärflugzeug. Seitdem lebt er in Miami.
Im März 2011 erklärte Carmona, dass die Organisation Amerikanischer Staaten (OAS) damals den Putschversuch unterstützt und die Auflösung der demokratischen Institutionen und Neuwahlen gebilligt habe.